# Unterseeboot 139 (1940)
Pour les articles homonymes, voir Unterseeboot 139.
L' Unterseeboot 139 ou U-139 est un sous-marin allemand (U-Boot) de type II.D utilisé par la Kriegsmarine pendant la Seconde Guerre mondiale.
Comme les sous-marins de type II étaient trop petits pour des missions de combat dans l'océan Atlantique, il a été affecté principalement dans la Mer Baltique.

## Présentation
Mis en service le 24 juillet 1940, l'U-139 a servi comme sous-marin d'entrainement et de navire-école pour les équipages d'abord au sein de la 1. Unterseebootsflottille à Kiel puis à partir du 4 octobre 1940 dans la 21. Unterseebootsflottille à Pillau et à partir du 1er mai 1941 dans la 22. Unterseebootsflottille à Gotenhafen.
Le 22 juin 1941, l'U-139 devient opérationnel toujours dans la 22. Unterseebootsflottille à Gotenhafen.
Il quitte le port de Oxhöft en Pologne le 16 juillet 1941 sous les ordres de l'Oberleutnant zur See Horst Elfe pour rejoindre 7 jours plus tard Windau en Lettonie. Le lendemain, il reprend la mer pour revenir à Windau le 24 juillet 1941.
Il appareille le 29 juillet 1941 du port de Windau pour sa première patrouille toujours sous les ordres de l'Oberleutnant zur See Horst Elfe et rejoint Stormelö le 18 août 1941, soit après 21 jours.
Sa deuxième patrouille débute le 28 août 1941 et rejoint, après 4 jours en mer, Gotenhafen le 31 août 1941.
Il quitte définitivement le service active le 1er septembre 1941 et ne sert plus qu'à la formation des sous-mariniers jusqu'à la fin de la guerre au sein de la 22. Unterseebootsflottille à Gotenhafen.
Le 2 mai 1945, la fin de la guerre se faisant sentir et pour répondre aux ordres de l'amiral Karl Dönitz pour l'Opération Regenbogen, l'U-139 est sabordé dans la Raederschleuse (écluse Raeder (d'après le nom du Grand Amiral Erich Raeder), entrée ouest du port) à Wilhelmshaven, à la position géographique de 53° 31′ N, 8° 10′ E.
Après guerre, l'U-139 est renfloué et démoli.

## Affectations
- 1. Unterseebootsflottille à Kiel du 24 juillet au 3 octobre 1940 (entrainement)
- 21. Unterseebootsflottille à Pillau du 4 octobre 1940 au 30 avril 1941 (navire-école)
- 22. Unterseebootsflottille à Gotenhafen du 1er mai au 21 juin 1941 (navire-école)
- 22. Unterseebootsflottille à Gotenhafen du 22 juin au 31 août 1941 (service active)
- 22. Unterseebootsflottille à Gotenhafen du 1er septembre 1941 au 2 mai 1945 (navire-école)

## Commandements
- Oberleutnant zur See Robert Bartels du 24 juillet au 20 décembre 1940
- Oberleutnant zur See Horst Elfe du 21 décembre 1940 au 5 octobre 1941
- Oberleutnant zur See Heinz-Konrad Fenn du 6 octobre 1941 au 17 mai 1942
- Oberleutnant zur See Albert Lauzemis du 18 mai au 30 juin 1942
- Kapitänleutnant Helmut Sommer du 1er juillet au 30 septembre 1942
- Oberleutnant zur See Richard Böttcher du 1er octobre 1942 au 6 septembre 1943
- Oberleutnant zur See Hubertus Korndörfer du 7 septembre au 27 décembre 1943
- Oberleutnant zur See Günther Lube du 28 décembre 1943 au 3 juillet 1944
- Oberleutnant zur See Walter Kimmelmann du 4 juillet 1944 au 2 mai 1945

## Patrouilles
|       | Commandant       | Départ          | Départ   | Arrivée         | Arrivée  | Jours    | Succès |
| ----- | ---------------- | --------------- | -------- | --------------- | -------- | -------- | ------ |
|       | Oblt. Horst Elfe | 16 juillet 1941 | Oxhöft   | 22 juillet 1941 | Windau   | 7 jours  |        |
|       | Oblt. Horst Elfe | 23 juillet 1941 | Windau   | 24 juillet 1941 | Windau   | 2 jours  |        |
| 1     | Oblt. Horst Elfe | 29 juillet 1941 | Windau   | 18 août 1941    | Stormelö | 21 jours |        |
| 2     | Oblt. Horst Elfe | 28 août 1941    | Stormelö | 31 août 1941    | Coulé    | 4 jours  |        |
| Total | Total            | Total           | Total    | Total           | Total    | 34 jours | 0 t    |

Note : Oblt. = Oberleutnant zur See

## Navires coulés
L'Unterseeboot 139 n'a ni coulé, ni endommagé de navire ennemi au cours des 2 patrouilles (25 jours en mer) qu'il effectua.